# Ракошиці
Ракошиці (пол. Rakoszyce, нім. Rackschütz) — село в Польщі, у гміні Шрода-Шльонська Сьредського повіту Нижньосілезького воєводства.
Населення — 740 осіб (2011).
У 1975-1998 роках село належало до Вроцлавського воєводства.

## Демографія
Демографічна структура станом на 31 березня 2011 року:

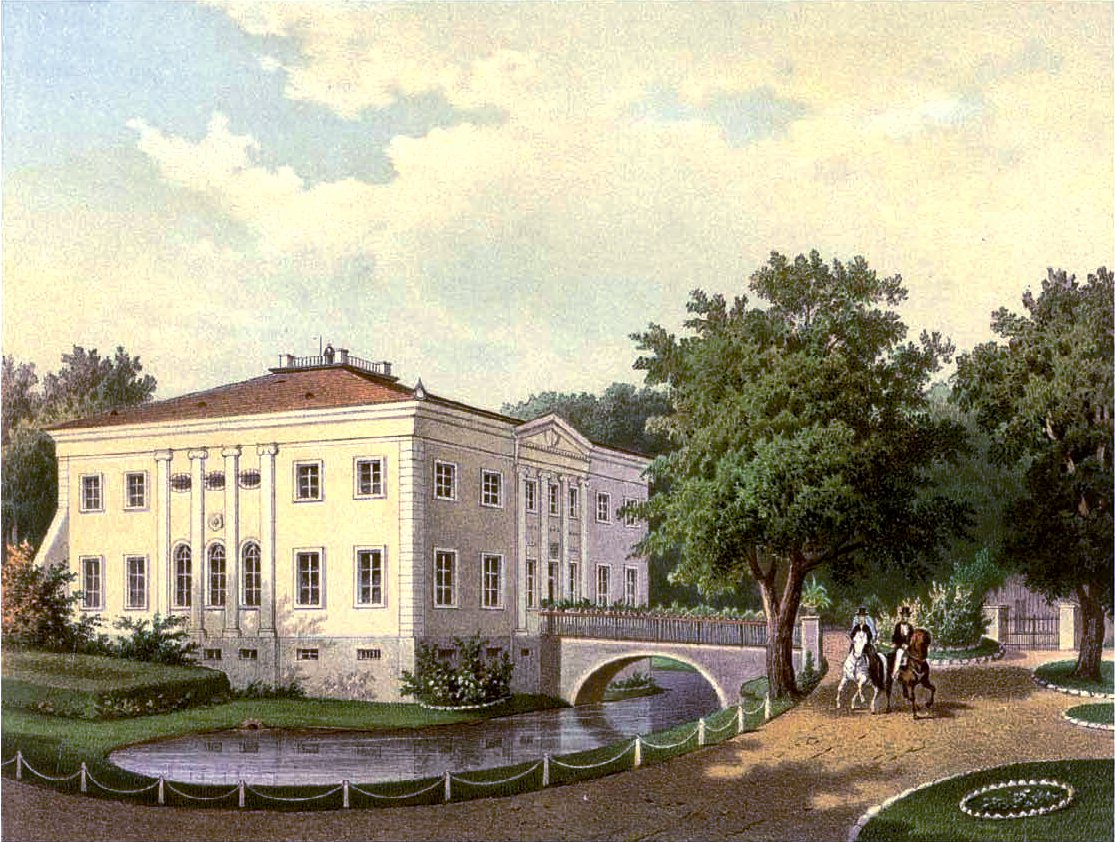
Schloss Rackschuetz

|          | Загалом | Допрацездатний вік | Працездатний вік | Постпрацездатний вік |
| -------- | ------- | ------------------ | ---------------- | -------------------- |
| Чоловіки | 372     | 65                 | 282              | 25                   |
| Жінки    | 368     | 71                 | 222              | 75                   |
| Разом    | 740     | 136                | 504              | 100                  |